# Juan de Portugal, I duque de Valencia de Campos
Juan de Portugal (Coímbra, c. 1349-Salamanca, c. 1397). Hijo primogénito ilegítimo del rey Pedro I de Portugal y de la noble gallega Inés de Castro, fue el primer duque de Valencia de Don Juan y uno de los pretendientes a la Corona portuguesa durante la crisis de 1383-1385.

## Esbozo biográfico

### Exilio en Castilla
Era hijo del rey Pedro I de Portugal y de Inés de Castro, «legitimado y titulado Infante desde el 19 de marzo de 1361», aunque tras la subida al trono de Fernando I en 1367 fue considerado bastardo real. Igual que su hermano Dionisio y posteriormente su hermana Beatriz, llamados los «Infantes de Portugal» o los «Infantes Castro», fue uno de los muchos nobles y miembros de la realeza portuguesa que se exiliaron en Castilla durante el reinado de Fernando I de Portugal. Cuando llegó a Castilla en 1376, el rey Juan I le concedió varias rentas. 
Volvió otra vez a Portugal en 1379 con el propósito de casar con su sobrina Beatriz de Portugal, hija de su medio hermano, Fernando, apoyado por los que preferían un candidato portugués como esposo de Beatriz.  Ya se encontraba casado con María Téllez de Meneses, hija de Martín Alfonso Téllez de Meneses y Aldonza Eanes de Vasconcelos—hija de Juan Méndez de Vasconcelos y de su esposa Aldara Afonso de Alcoforado—, y hermana de la reina Leonor Téllez de Meneses y de Juan Alfonso Tello, VI conde de Barcelos. María había casado anteriormente con Álvaro Díaz de Sousa, hijo de Diego Alfonso de Sousa, señor de Mafra y Ericeira, y Violante López Pacheco, que murió exiliado en Castilla en 1365, con quien tuvo dos hijos: Lope Díaz de Sousa, maestre de la Orden de Cristo y señor de Mafra que falleció entre 1416 y 1420 y dejó descendencia ilegítima, y una hija.
Debido a las intrigas de sus hermanos, la reina Leonor y Juan Alfonso Tello, quienes le habían sugerido su matrimonio con la infanta Beatriz, la legítima heredera del trono portugués, asesinó a María en noviembre de 1379 supuestamente por celos pensando que le había sido infiel. Fue perseguido por el otro hermano de María, Gonzalo Téllez, conde de Neiva y señor de Faria, y al final volvió a Castilla en 1380 donde su hermana, ya condesa de Alburquerque por su matrimonio con Sancho de Castilla, intercedió para que el rey Juan I le diera el señorío de Valencia de Campos. También recibió en 1380 el señorío de Manzanares el Real y después de la batalla de Aljubarrota en 1385, el señorío de Alba de Tormes para compensar por la pérdida del de Manzanares. El rey castellano lo casó con su media hermana, Constanza Enríquez, hija ilegítima de Enrique de Trastámara.

### Crisis sucesoria de 1385 en Portugal
El rey Fernando I de Portugal, fallecido el 22 de octubre de 1383, había dispuesto que a su muerte el trono pasaría al hijo que tuviese su hija Beatriz con el rey Juan I de Castilla,  de esta manera apartando de la línea sucesoria a los dos hijos varones que su padre, Pedro I de Portugal, había tenido con Inés de Castro; Juan, que ya en esas fechas era señor de Valencia de Campos, así como su hermano Dionisio. Ya en su testamento otorgado en 1378, el rey Fernando había desheredado a los infantes Castro.
Después de la muerte del rey Fernando I de Portugal en 1383, el infante Juan fue hecho prisionero a finales de octubre de ese año en el Alcázar de Toledo. Según relata Pero López de Ayala en sus Crónicas de los Reyes de Castilla, «a este Infante non le prendía por ninguna cosa que él ficiese contra su servicio; mas porque rescelaba que algunos de Portogal quisiesen tomar á él por Rey, ante que á la Reyna Doña Beatriz su mujer, çe que él oviese la posesión del Regno: e que fasta que todo esto fuese asosegado, que le quería tener preso porque non le ficiese bollicio.» Permaneció preso hasta 1385 después de la batalla de Aljubarrota, o bien hasta 1387.

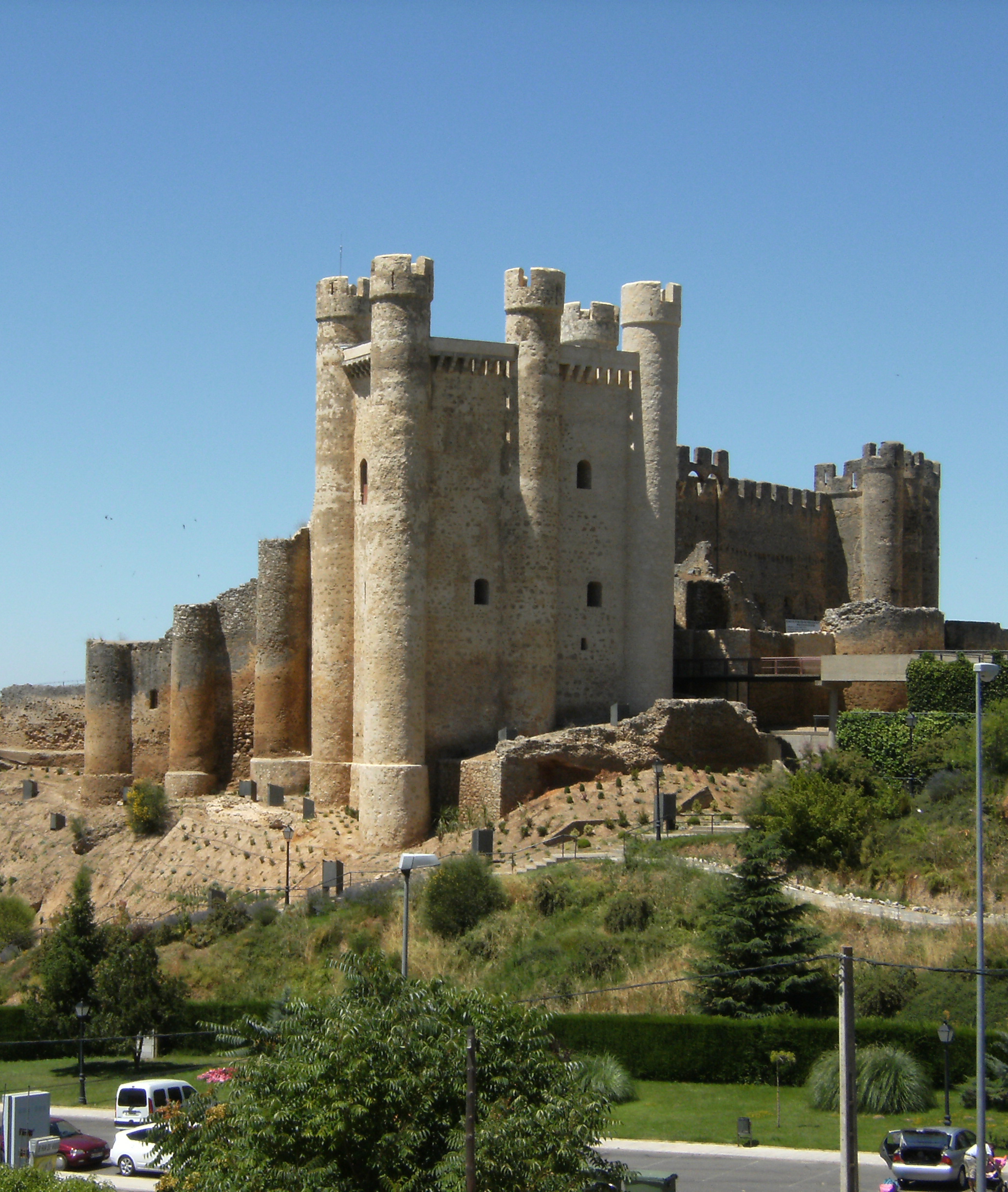
Castillo de Valencia de Don Juan (León)

El rey Juan de Castilla, invadió Portugal en 1383 invocando el iuri uxori lo cual no estaba contemplado en el tratado, pero se enfrentó a la resistencia del maestre de la Orden de Avis. Se reunieron las cortes portuguesas en la primavera de 1385 y en ellas, se declaró que Beatriz no era hija legítima al considerar inválido el matrimonio de sus padres. Algunos de los que acudieron a estas cortes opinaban que los hijos de Inés de Castro podrían asegurar la continuidad dinástica, ya que en esas fechas eran considerados legítimos después que el rey Pedro I de Portugal había jurado que había casado con Inés y legitimado a los hijos habidos de esa relación; Dionisio, Beatriz y Juan, que fue candidato del partido «legitimista» para ocupar el trono lusitano. Sin embargo, en abril de 1385, en las cortes celebradas en Coímbra, el jurista João das Regras, quien defendía la causa del maestre de Avís, también hijo bastardo del rey Pedro I, demostró que el matrimonio entre Pedro I e Inés de Castro nunca se celebró ya que el papa Inocencio VI se había negado a conceder la dispensa necesaria debido al parentesco cercano del rey Pedro e Inés, para el matrimonio y la legitimación de los tres vástagos de esta relación.
Entonces «ocurrió un hecho único en la historia de la monarquía portuguesa con el reconocimiento de que el trono estaba libre—nadie tenía derecho por herencia y el pueblo era libre de escoger un nuevo soberano, a través de sus representantes, sin tener en consideración los dictámenes de las reglas sucesorias». El maestre de Avís obtuvo la mayoría de los votos en esta corte y «esta fue la única vez en la historia de Portugal que el rey fue elegido» y que «un bastardo subiese al trono».

### Ducado de Valencia de Campos y últimos años en Castilla
Su cuñado, el rey Juan I de Castilla, el 22 de diciembre de 1387 le nombró duque de Valencia de Campos, villa que después fue llamada Valencia de Don Juan, y donde inició la construcción del magnífico castillo. El ducado revirtió a la corona al no tener hijo varón legítimo, según se estipulaba en la carta de creación. En 1392, Enrique III le confirmó su señorío de Alba de Tormes, y el infante Juan quedó en Castilla donde fijó su residencia sin volver a intervenir en los asuntos del reino vecino.

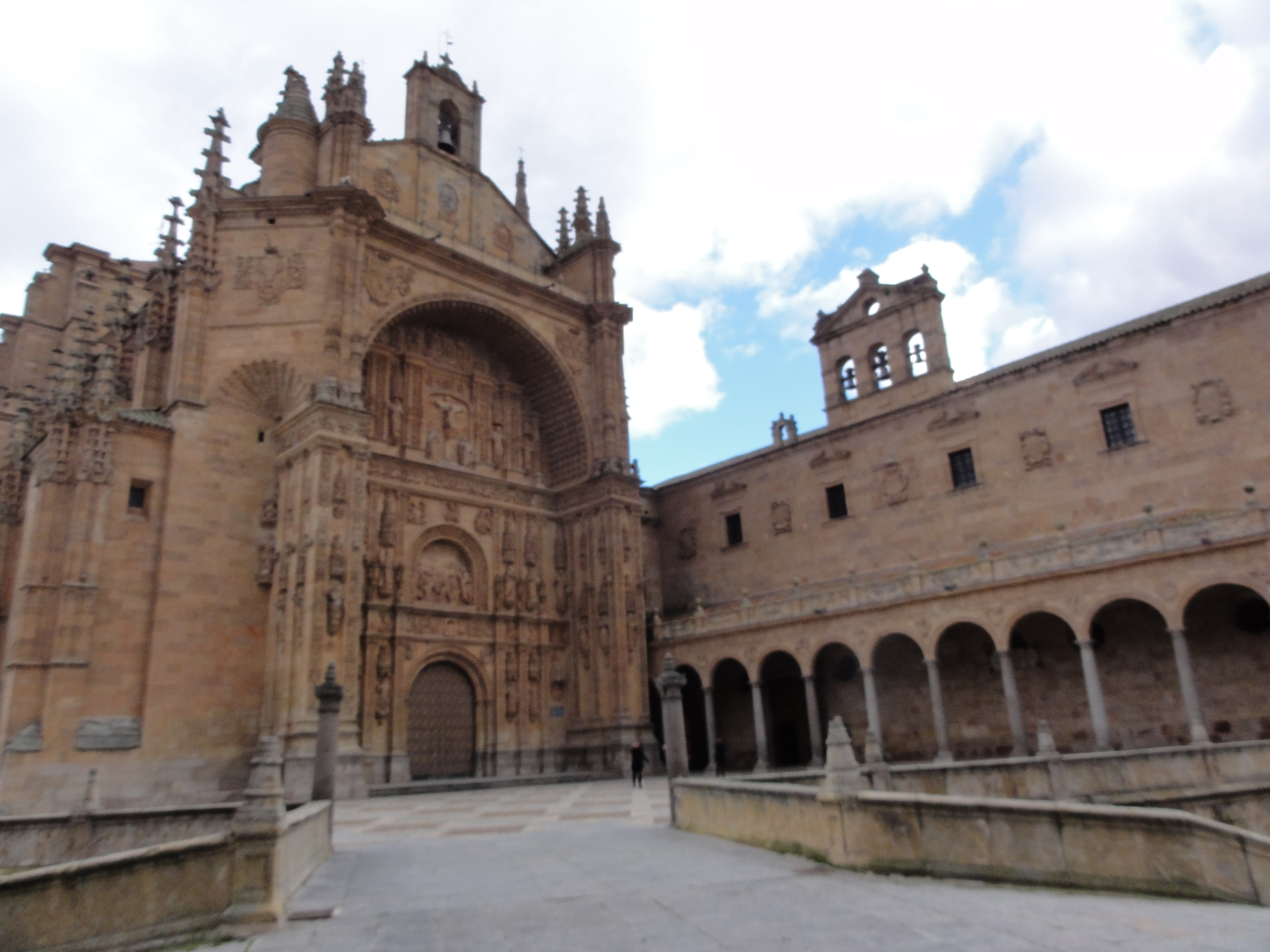
Monasterio de San Esteban en Salamanca donde recibió sepultura el infante Juan de Portugal

No se conoce con certeza el año de su defunción. Pudo ser después de 1393 y antes de 1397 cuando su hermano Dionisio recibió el apoyo del partido legitimista de Portugal. Un año antes, el 19 de septiembre de 1396, el rey Enrique III de Castilla confirmó el condado de Valencia de Don Juan a las hijas del infante, María y Beatriz. El historiador y genealogista Anselmo Braamcamp Freire cita una carta del rey Juan I de Portugal datada el 20 de septiembre de 1400 en la cual el monarca portugués menciona al «iffante dom Joham nosso irmão a que deos perdoe» aunque opina que la fecha puede estar errada. El 18 de abril de 1399, su viuda, la infanta Constanza, hizo una donación al Monasterio de San Esteban de la Orden de los Predicadores en la ciudad de Salamanca donde estaba enterrado su difunto esposo. Como todos los hijos de Inés de Castro, recibió sepultura fuera de Portugal.

## Matrimonio y descendencia
Algunos autores sostienen que tuvo un hijo nacido de su matrimonio con María Téllez de Meneses, aunque otros lo tienen como hijo ilegítimo. El hecho de que el ducado de Valencia de Don Juan revirtió a la corona a la muerte del infante Juan —según estipuló el rey Juan I de Castilla cuando le concedió el ducado—, y que su hija María heredara el señorío del condado, indica que lo más probable es que fuese ilegítimo.  Este fue:
- Fernando de Portugal, señor de Eza,[15][26] que vivió en Galicia.[27]

Con su segunda esposa, Constanza Enríquez de Castilla, hija ilegítima del rey Enrique II de Castilla, fue padre de dos hijas:
- María de Portugal, I señora de Valencia de Campos y la segunda esposa de Martín Vázquez de Acuña que recibió como I conde el condado de Valencia de Campos (Valencia de Don Juan) en 1397;[15][28]

- Beatriz (m. noviembre de 1446)[29] que se crio en la casa del rey Fernando de Antequera el cual pretendió casarla con su hijo Enrique «porque ella hera el mayor casamiento que abia en Castilla, e aún en Portugal, e porque le pertenesçia aber herençias em amos los reynos, e amas las partes».[e] Otro de sus pretendientes fue Martín el Humano aunque las negociaciones fracasaron ya que Fernando de Antequera desechó la idea. Al final, Beatriz contrajo matrimonio con Pero Niño, I conde de Buelna,[15] «que logró vencer con habilidad la resistencia enconada de los Antequera y hacerse con el preciado trofeo».[27]

El 2 de noviembre de 1404, ambas hermanas repartieron la herencia de su padre. María heredó el señorío condal de Valencia de don Juan y Beatriz el de Alba de Tormes.